# Chapelle Saint-Roch d'Abriès-Ristolas
Pour les articles homonymes, voir Chapelle Saint-Roch.
La chapelle Saint-Roch est une chapelle du diocèse de Gap et d'Embrun située à Abriès-Ristolas, dans les Hautes-Alpes.

## Histoire et architecture
Restaurée dans la 2e moitié du XIXe siècle, cette chapelle se présente comme un petit édifice pratiquement carré doté d'un toit en lauzes.